# Barão de Cotegipe
Barão de Cotegipe is een gemeente in de Braziliaanse deelstaat Rio Grande do Sul. De gemeente telt 6.724 inwoners (schatting 2009).

## Verkeer en vervoer
De plaats ligt aan de weg BR-480.